# Trinidad e Tobago nos Jogos Olímpicos de Verão de 1992
Trinidad e Tobago participou dos Jogos Olímpicos de Verão de 1992 em Barcelona, Espanha.
Seis atletas e dois ciclistas representaram Trinidad e Tobago. A equipe foi liderada pelo Chefe de Delegação Hasely Crawford, vencedor da medalha de ouro nos 100m nos Jogos Olímpicos de Verão de 1976.

## Resultados e competidores por Evento

### Atletismo
100m masculino
- Ato Boldon
  - Eliminatória — 10.77 (→ não avançou)

Revezamento 4x400m masculino'
- Alvin Daniel, Patrick Delice, Neil de Silva, e Ian Morris
  - Eliminatória — 3:01.05
  - Final — 3:03.31 (→ 7º lugar)

- Robert Guy

### Ciclismo
- Maxwell Cheesman
- Gene Samuel